# Östergötland
Östergötland (letteralmente terra orientale dei goti) è una delle province tradizionali (landskap) della Svezia situata nella parte meridionale del paese.
Confina con le province di Småland, Västergötland, Närke, Södermanland, e con il mar Baltico.

## Contea
In Svezia le province non hanno alcuna funzione amministrativa, la suddivisione amministrativa primaria è la contea. La provincia di Östergötland corrisponde quasi integralmente con la contea omonima.

## Geografia fisica

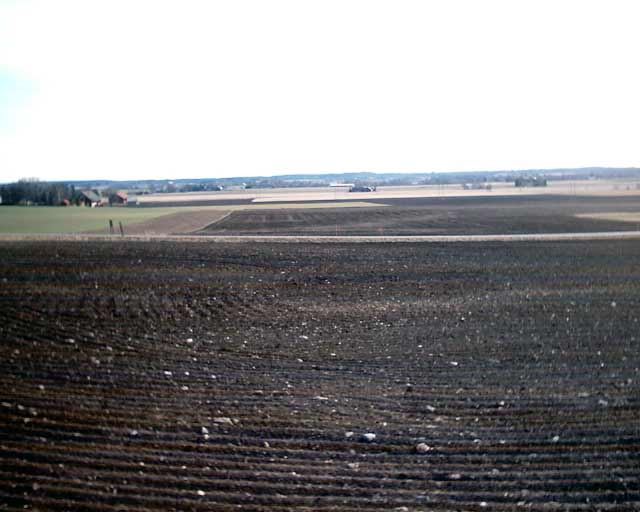
Pianura dell'Östergötland

Da ovest a est nella parte centrale della provincia si estende la pianura dell'Östergötland (Östgöta-slätten) ampiamente sfruttata da attività agricole. Nella parte meridionale della provincia si hanno gli altipiani del sud con colline e numerosi laghi, anche la parte settentrionale è collinosa e ricca di foreste.
Al largo della costa baltica si trova un arcipelago con numerose isole e isolotti, le più importanti sono Korsö, Gränsö, Arkö, Djursö, Yxnö, Finnö, Emtö, Fångö e Stora Ålö. Sulla costa vi è anche la baia di Bråviken che si insinua in profondità nel territorio.
La provincia è divisa da nord a sud dal fiume Stångån che scorra da sud verso il lago Roxen presso Linköping.